# James Bouknight
James David Bouknight (Brooklyn, 18 de setembro de 2000) é um jogador norte-americano de basquete profissional que atualmente joga no Charlotte Hornets da National Basketball Association (NBA).
Ele jogou basquete universitário pela Universidade de Connecticut e foi selecionado pelos Hornets como a 11º escolha geral no Draft da NBA de 2021.

## Início da vida e carreira no ensino médio
Bouknight nasceu e cresceu no Brooklyn. Ele jogou beisebol durante grande parte de sua infância e começou a jogar basquete no ensino médio. Ele começou sua carreira no ensino médio na La Salle Academy em Manhattan, Nova York. Em seu terceiro ano, Bouknight teve média de 17,4 pontos, levando sua equipe ao título do Campeonato Estadual da Classe B da Federação de Nova York e sendo nomeado o MVP do torneio. Ele ganhou o prêmio de MVP da Divisão B da Catholic High School Athletic Association e o prêmio de Jogador do Ano da Associação de Escritores Esportivos do Estado de Nova York.
Após a temporada, Bouknight foi reclassificado e transferido para a MacDuffie School em Granby, Massachusetts, para ganhar mais exposição. Em sua temporada reclassificada, Bouknight teve médias de 19,3 pontos, 5,0 rebotes e 2,0 assistências antes de sofrer uma ruptura no menisco no joelho esquerdo. Depois de se recuperar, ele jogou pelo PSA Cardinals ao lado de Cole Anthony no circuito Amateur Athletic Union.

### Recrutamento
Bouknight era um recruta de quatro estrelas e foi considerado o 53º melhor jogador da classe de 2019 pela 247Sports. Em 18 de setembro de 2018, antes de sua última temporada, ele se comprometeu a jogar basquete universitário pela Universidade de Connecticut, rejeitando as ofertas de Indiana e VCU, entre outros.
| Nome | Cidade Natal                                              | Escola                | Altura             | Peso           | Data                   |
| --- | --------------------------------------------------------- | --------------------- | ------------------ | -------------- | ---------------------- |
| James Bouknight SG | Brooklyn, NY                                              | MacDuffie School (MA) | 6 ft 4 in (1.93 m) | 180 lb (82 kg) | 18 de Setembro de 2018 |
| James Bouknight SG | Recrutamento: Rivals: 247Sports: ESPN: ESPN grade: 86/100 |                       |                    |                |                        |
| Rankings: Rivals: 84º \| 247Sports: 53º \| ESPN: 69º |                                                           |                       |                    |                |                        |
| - Nota: Em muitos casos, Scout, Rivals, 247Sports e ESPN podem entrar em conflito em suas listas de altura e peso, nestes casos, a média foi obtida. - Fonte: |                                                           |                       |                    |                |                        |

## Carreira universitária
Em 7 de novembro de 2019, Bouknight foi suspenso por três jogos pela UConn por supostamente fugir de um acidente de carro em 27 de setembro. Em 9 de fevereiro de 2020, ele marcou 23 pontos em uma vitória por 72-71 na prorrogação sobre Cincinnati. Ele marcou 19 pontos no segundo tempo e na prorrogação e fez os dois lances livres decisivos. Um dia depois, Bouknight foi nomeado Jogador da Semana da American Athletic Conference (AAC). Em 29 de fevereiro, ele teve seu primeiro duplo-duplo de 19 pontos e 10 rebotes na vitória por 84-63 sobre a East Carolina. Como calouro, ele teve médias de 13 pontos, 4,1 rebotes e 1,3 assistências e foi selecionado para a Terceira-Equipe e para a Equipe de Novatos da AAC.
Em 20 de dezembro de 2020, Bouknight marcou 40 pontos em uma derrota por 76-74 na prorrogação para Creighton. Em 5 de janeiro de 2021, ele sofreu uma lesão no cotovelo contra Marquette e perdeu oito jogos após passar por uma cirurgia. Em seu segundo ano, ele teve médias de 18,7 pontos e 5,7 rebotes, sendo selecionado para a Primeira-Equipe da Big East. Em 31 de março, ele se declarou para o draft da NBA de 2021, renunciando à elegibilidade universitária restante.

## Carreira profissional

### Charlotte Hornets (2021–Presente)
Bouknight foi selecionado pelo Charlotte Hornets como a 11ª escolha geral no Draft da NBA de 2021. Em 3 de agosto, ele assinou um contrato de 4 anos e US$19.1 milhões com os Hornets.
Em 22 de outubro de 2021, ele fez sua estréia na NBA em uma vitória por 123–112 contra o Cleveland Cavaliers, obtendo apenas um rebote em um minuto de jogo. Ele marcou seus primeiros pontos na NBA em 26 de novembro, em uma vitória por 133–115 sobre o Minnesota Timberwolves, marcando dois lances livres em quatro minutos. Em 10 de dezembro, Bouknight marcou 24 pontos, o recorde de sua carreira, na vitória por 124–123 sobre o Sacramento Kings.
Antes da temporada de 2022–23, Bouknight mudou o número de sua camisa de 5 para 2.

## Vida pessoal

### Questões legais
Em 16 de outubro de 2022, Bouknight foi preso pela polícia de Charlotte por dirigir embriagado por volta de 01h51. Ele foi encontrado inconsciente em um estacionamento por volta de 12h44. No momento da prisão, ele portava uma pistola calibre .40, uma Glock 23 e uma sacola de Doritos. Sua fiança foi fixada em US$ 2.500 e ele voltou aos treinos no dia seguinte. Antes deste incidente, ele tinha várias ocorrências por excesso de velocidade e direção imprudente.

## Estatísticas da carreira

### NBA

#### Temporada regular
| Ano     | Equipe    | PJ | PT | MPJ | AP   | 3P   | LL   | RT  | AS | BR | TO | PPJ |
| ------- | --------- | -- | -- | --- | ---- | ---- | ---- | --- | -- | -- | -- | --- |
| 2021–22 | Charlotte | 31 | 0  | 9.8 | .348 | .347 | .871 | 1.7 | .8 | .2 | .0 | 4.6 |

### Universitário
| Ano      | Equipe   | PJ | PT | MPJ  | AP   | 3P   | LL   | RT  | AS  | BR  | TO | PPJ  |
| -------- | -------- | -- | -- | ---- | ---- | ---- | ---- | --- | --- | --- | -- | ---- |
| 2019–20  | UConn    | 28 | 16 | 25.9 | .462 | .347 | .822 | 4.1 | 1.3 | .8  | .2 | 13.0 |
| 2020–21  | UConn    | 15 | 14 | 31.7 | .447 | .293 | .778 | 5.7 | 1.8 | 1.1 | .3 | 18.7 |
| Carreira | Carreira | 43 | 30 | 28.7 | .454 | .319 | .800 | 4.9 | 1.5 | .9  | .2 | 15.8 |

Fonte: